# Gretchena amatana
Gretchena amatana är en fjärilsart som beskrevs av Heinrich 1923. Gretchena amatana ingår i släktet Gretchena och familjen vecklare. Inga underarter finns listade i Catalogue of Life.